# Siecieborzyce
Siecieborzyce (niem. Rückersdorf) – wieś w Polsce położona w województwie lubuskim, w powiecie żagańskim, w gminie Szprotawa.
W latach 1975–1998 miejscowość administracyjnie należała do województwa zielonogórskiego.
Wieś Siecieborzyce położona jest w północnej części gminy Szprotawa. Rozciąga się liniowo z kierunku południowo-zachodniego w kierunku północno-wschodnim.
Na północnym zachodzie wsi znajduje się cmentarz komunalny.

## Części wsi
| SIMC    | Nazwa   | Rodzaj     |
| ------- | ------- | ---------- |
| 0914728 | Rusinów | przysiółek |

## Historia
W dokumencie z roku 1274 Siecieborzyce znane są jako Villa Rodgari. Następnie wieś nosiła nazwę Rueckersdorf. Później przyjęła nazwę Domardz. Następnie w wyniku podziału administracyjnego kraju miejscowość znalazła się w województwie zielonogórskim pod nazwą Siecieborzyce. Wieś została zaludniona po wojnie w latach 1945–1946 przez osadników przybyłych z różnych stron kraju, najczęściej z Polski centralnej oraz województwa tarnopolskiego i lwowskiego.

## Zabytki

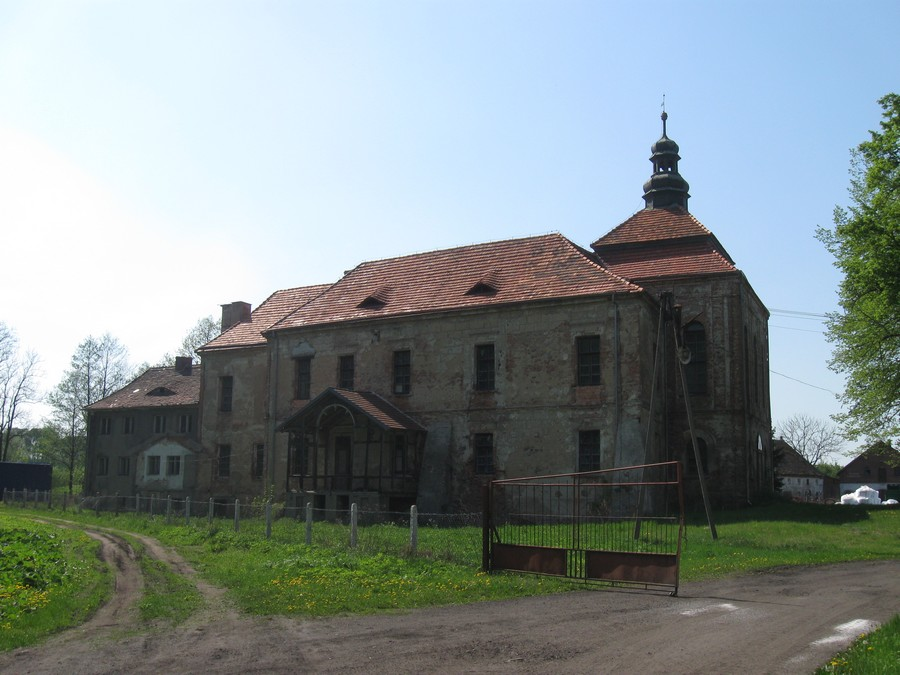
Pałac w Siecieborzycach

Do wojewódzkiego rejestru zabytków wpisane są:
- kościół filialny pod wezwaniem Matki Boskiej Częstochowskiej, gotycki z 1260 roku, XIV, 1508 roku
- dawny cmentarz przy kościele, z połowy XIII-1970 roku
  - ogrodzenie z bramą, murowane z XV roku, XVIII wieku
- zespół pałacowy, XVIII wieku, XIX wieku
  - pałac, z XVI wieku, XVIII wieku, XIX wieku:
  - dom mieszkalny
  - obora
  - brama wjazdowa
  - park.

## Demografia
Liczba mieszkańców miejscowości w poszczególnych latach:
| Rok  | Liczba mieszkańców |
| ---- | ------------------ |
| 1998 | 907                |
| 2002 | 961                |
| 2006 | 970                |
| 2009 | 1009               |
| 2011 | 957                |
| 2021 | 839                |

## Sport
We wsi istnieje klub piłkarski Victoria Siecieborzyce.